# Dictyochaeta keniensis
Dictyochaeta keniensis är en svampart som beskrevs av P.M. Kirk ined. Dictyochaeta keniensis ingår i släktet Dictyochaeta och familjen Chaetosphaeriaceae.   Inga underarter finns listade i Catalogue of Life.